# WBS Training
Die WBS Training AG ist ein deutscher Bildungsanbieter mit Sitz in Berlin, der sich auf die Erwachsenen- und Weiterbildung konzentriert und in Deutschland ca. 250 Niederlassungen besitzt. Das Unternehmen ist die Kerngesellschaft der WBS Gruppe, zu der Marken wie WBS Training, WBS Schulen, WBS Coding School und WBS Recruiting International gehören.

## Geschichte
Die Ursprünge des Unternehmens entstanden 1979 in der Redaktion des Stuttgarter Ernst Klett Verlages, aus der sich 1985 die Wirtschafts- und Bildungsservice KG (Klett WBS) gründete. Diese wurde von Heinrich Kronbichler gekauft und in eine GmbH umgewandelt. 1997 wurde die Firma inklusive der fünf Niederlassungen vollständig vom Klett Verlag gelöst und ein Jahr später zu einer Aktiengesellschaft, die bislang nicht an der Börse notiert ist.
Im Jahr 2009 betrieb das Unternehmen 38 Standorte in Deutschland. Ein Jahr später wurde das Bildungsangebot mit Gründung der WBS Training Schulen gGmbH erweitert, die unter der Marke WBS Schulen Ausbildungen, Umschulungen und Weiterbildungen in den Bereichen Gesundheit, Pflege und Soziales vertreibt.
Bis 2014 stieg die Zahl der Teilnehmenden in den Online-Unterrichtseinheiten auf 200 Schüler an 120 Standorten in Deutschland an. Zudem wurde das Unternehmen nach der Gemeinwohlökonomie zertifiziert, womit ein ethisches Wirtschaftsmodell als belegt gilt, bei dem statt Konkurrenz und Gewinnmaximierung die Kooperation und das Gemeinwohl im Vordergrund steht. Ein Jahr später unterstützte das Unternehmen Flüchtlinge mit kostenlosen Deutschkursen bei der Integration und stellte dafür 50.000 Euro bereit. Als 2016 Joachim Giese Mitglied des Vorstands wurde, betrieb das Unternehmen über 170 Standorte. In dem Jahr unterstützte das Unternehmen soziale und gemeinnützige Einrichtungen mit Spenden in Höhe von 200.000 Euro.
Seit 2017 absolvieren ca. 15.000 Teilnehmer jährlich eine Weiterbildung oder Umschulung bei der WBS Training AG. Zum Januar 2022 übernahm das Unternehmen das Start-up Punk Incorporated und implementierte Gamification-Angebote.

## Unternehmensstruktur
In dem Geschäftsjahr 2021 erwirtschaftete die WBS Training AG einen Jahresumsatz von 151,48 Millionen Euro und beschäftigte 1.341 Mitarbeiter.

### Vorstand
Vorstand der WBS Training AG sind der österreichische Unternehmer Heinrich Kronbichler, der in den 1990er Jahren das Unternehmen vom Ernst Klett Verlag gekauft und herausgelöst hatte, und seit 2016 der deutsche Manager Joachim Giese, der zuvor bereits Mitglied der Geschäftsleitung war.

### Niederlassungen
Gegen Ende 2021 besaß das Unternehmen 224 Schulungsstätten und 23 Beratungsbüros. Die WBS Training AG verfolgt weiterhin eine kontrollierte Expansion der Niederlassungen und erweitert ihr virtuelles Bildungsangebot.

## Dienstleistungen
Unter der Marke WBS Training betreibt das Unternehmen verschiedene Schulungsstätten in Deutschland. In den Schulungsstätten finden Qualifizierungsmaßnahmen im Rahmen geförderter beruflicher Weiterbildungen, Ausbildungen und Umschulungen sowie berufsbegleitende Seminare statt, um arbeitsmarktrelevante Kenntnisse zu vermitteln. Das Unternehmen bietet für kaufmännische und pflegerische Berufe Weiterbildungen, Umschulungen sowie SAP-Kurse, CAD-Trainings, SPS-Programmierung und Sprachkurse an. Die Absolventen der Kurse sind für die Selbstständigkeit als Trainer und Berater sowie für eine Tätigkeit als angestellter Personalberater, Projektleiter oder Qualitätsmanager geeignet. Ferner bildet das Unternehmen für Verlagsberufe und Fachkräfte für den elektronischen Handel sowie Online- und Fachzeitschriften-Redakteure, Mediengestalter, PR-Manager und Personalwirte aus. Schließlich bietet WBS Training Fortbildungen zu geprüften Bilanzbuchhaltern und Betriebswirten an und bildet zum Projektmanager für alternative und erneuerbare Energien aus.
Die Qualifizierungen können beispielsweise über die Bundesagentur für Arbeit, ein Jobcenter oder den Berufsförderungsdienst gefördert werden. Die Kursangebote sind nach Akkreditierungs- und Zulassungsverordnung Arbeitsförderung (AZAV) durch die DQS zertifiziert und das Unternehmen ist u. a. zertifizierter Bildungspartner von SAP, Microsoft, DATEV und Lexware. Durch den Prüfdienst der Arbeitsagentur für Arbeitsmarkt-Dienstleistungen (AMDL) wird regelmäßig die Umsetzungsqualität untersucht, dazu zählen: Teilnehmerinformationen, Maßnahmenverlauf, -konzeption und -durchführung, Qualifikation des Personals, räumliche Bedingungen, technische Ausstattung, Evaluation und Befragung der Teilnehmer zur Durchführungsqualität.
Neben den entsprechenden Bildungsmaßnahmen bietet WBS Training Beratungsleistungen für die Wahl der Weiterbildung an, bei der die Fähigkeiten, Interessen und Erfahrungen der Teilnehmer geprüft werden.

## Publikationen
Das Unternehmen führt regelmäßig Arbeitsmarktstudien durch und veröffentlicht die Ergebnisse im JobReport. Darin werden zum Beispiel die beruflichen Situationen und Aussichten im Gesundheitsbereich oder bei SAP-Fachkräften analysiert und bewertet. Die Ausgabe Berufe in den Medien im Jahr 2015 analysierte unter anderem die Karrieremöglichkeiten im Bereich von Online-Medien und Sozialen Medien entlang von etwa 26.000 bundesweit ausgeschriebenen Stellen von März bis Mai 2015.

## Kritik
Die Stiftung Warentest stellte im Jahr 2002 bei einem Vergleich von Weiterbildungsträgern und dem Kurs Online-Redakteur/-in eine mangelnde und teilweise widersprüchliche Kommunikation mit Interessenten fest. Auf diese Kritik reagierte WBS Training, indem es eine Zertifizierung bei Deutsche Public Relations Gesellschaft vornahm und das Gütesiegel für PR-Ausbildungen im Jahr 2004 erhielt. Zudem trat das Unternehmen in den Weiterbildung Hamburg e. V. ein, erfüllte die Kriterien für das von dem Verein vergebene Prüfsiegel ab 2005 und ließ eine ISO 9001 Zertifizierung vornehmen.

## Auszeichnungen
- 2006: Platz 1 für den Kurs Englisch für den Beruf bei den beliebtesten Bildungsangeboten der Weiterbildungsdatenbank von Berlin und Brandenburg[38]
- 2016: Top Institut für berufliche Bildung von Deutschlandtest[39]